# Rue Jeannisson
La rue Jeannisson est une ancienne voie de Paris qui était située dans l'ancien 2e arrondissement et supprimée en 1866 lors du percement de la place du Théâtre-Français.

## Origine du nom
Cette rue portait le nom de monsieur Jeannisson, garde national et propriétaire du passage Saint-Guillaume, qui fut mortellement blessé durant les combats de juillet 1830, dans la rue de Richelieu au coin de la « rue des Boucheries, ».

## Situation
Située dans l'ancien 2e arrondissement, la rue Jeannisson, d'une longueur de 97 mètres, commençait aux 234-326, rue Saint-Honoré et finissait aux 11-13, rue de Richelieu.
Les numéros de la rue étaient noirs. Le dernier numéro impair était le no 19 et le dernier numéro pair était le no 12.

## Historique
Les registres des ensaisinements de l'archevêché indique que cette voie était nouvellement construite en 1638, et qu'elle portait le nom de « rue des Boucheries », et « rue des Boucheries-Saint-Honoré » en raison qu'elle aboutissait en face des boucheries des Quinze-Vingts qui étaient situées rue Saint-Honoré.
Une décision ministérielle du 3 frimaire an X (24 novembre 1801), signée Chaptal, fixe la largeur de cette voie publique à 7 mètres. Une ordonnance royale du 4 octobre 1826 portait cette largeur à 10 mètres, mais les travaux ne se firent finalement pas.
Conformément à une décision du ministre de l'Intérieur, Camille de Montalivet, du 12 février 1831, la rue des Boucheries prend le nom de « rue Jeannisson ».
Par décret impérial du 3 mai 1854, la rue Jeannisson est supprimée et absorbée lors des réaménagements du quartier et du percement de la place du Théâtre-Français en 1866.